# Kolonia Węgielce
Kolonia Węgielce – przysiółek wsi Węgielce w Polsce położony w województwie lubelskim, w powiecie lubartowskim, w gminie Michów.
Przysiółek należy do sołectwa Węgielce.
Miejscowość nie figuruje w spisach urzędowych w systemie TERYT; zapisano wstępnie jej nazwę własną – jak w osnowie, bez nazwy obocznej, dla współrzędnych geograficznych. Statut dla tego obiektu geograficznego to niestandaryzowany przysiółek wsi Węgielce.
W latach 1975–1998 miejscowość administracyjnie należała do województwa lubelskiego.